# Richie Aprile
Richard Aprile, Sr., interpretado por David Proval, es un personaje ficticio de la serie de HBO, Los Soprano, creada por David Chase. Richie era el capo y el hermano mayor del antiguo jefe de la familia criminal DiMeo Jackie Aprile, Sr. Richie es uno de los personajes más implacables de la serie y exhibe un carácter similar a Ralph Cifaretto: un estafador violento, irascible, codicioso y narcisista. Demostró su sádica violencia tras dejar paralítico a Beansie Gaeta y su nula piedad en el desplume a Davey Scatino. Inmediátamente sintió celos y resentimiento cuando descubrió que Tony Soprano, quien es más joven que él y que una vez estuvo subordinado a él, es el nuevo jefe de la familia DiMeo tras salir de la cárcel, por lo que conspiró en su contra y trató de enfrentarlo a Junior Soprano, muere asesinado a manos de Janice Soprano. tras haberle propiciado un fuerte golpe en la cara a Janice, ésta le disparó en un ataque de ira. Más tarde Tony se deshizo del cuerpo.